# Dialypetalum compactum
Dialypetalum compactum är en klockväxtart som beskrevs av Alexander Zahlbruckner. Dialypetalum compactum ingår i släktet Dialypetalum och familjen klockväxter.
Artens utbredningsområde är Madagaskar. Inga underarter finns listade i Catalogue of Life.